# Anglesola-Vilagrassa
Anglesola-Vilagrassa este o arie protejată (arie de protecție specială avifaunistică — SPA) din Spania întinsă pe o suprafață de 1.133,49 ha, integral pe uscat.

## Localizare
Centrul sitului Anglesola-Vilagrassa este situat la coordonatele 41°40′17″N 1°05′41″E / 41.6714°N 1.0947°E.

## Înființare
Situl Anglesola-Vilagrassa a fost declarat arie de protecție specială avifaunistică în ianuarie 2003 pentru a proteja 40 de specii de animale.

## Biodiversitate
Situată în ecoregiunea mediteraneană, aria protejată conține 2 habitate naturale: Tufărișuri halo-nitrofile (Pegano-Salsoletea), Galerii de Salix alba și de Populus alba.
La baza desemnării sitului se află mai multe specii protejate de  păsări (40): lăcar mare (Acrocephalus arundinaceus), rață mare (Anas platyrhynchos), pasărea ogorului (Burhinus oedicnemus), șorecarul comun (Buteo buteo), ciocârlie-cu-degete-scurte (Calandrella brachydactyla), caprimulg (Caprimulgus europaeus), Caprimulgus ruficollis, barză albă (Ciconia ciconia), erete de stuf (Circus aeruginosus), erete cenușiu (Circus pygargus), porumbel de scorbură (Columba oenas), porumbel gulerat (Columba palumbus), dumbrăveancă (Coracias garrulus), prepeliță (Coturnix coturnix), șoim de iarnă (Falco columbarius), șoimul rândunelelor (Falco subbuteo), vânturel roșu (Falco tinnunculus), lișiță (Fulica atra), ciocârlan (Galerida cristata), Galerida theklae, becațină comună (Gallinago gallinago), găinușă de baltă (Gallinula chloropus), Lanius meridionalis, ciocârlie de pădure (Lullula arborea), ciocârlie de bărăgan (Melanocorypha calandra), prigoare (Merops apiaster), gaia neagră (Milvus migrans), gaia roșie (Milvus milvus), ciuf-pitic (Otus scops), Phalacrocorax carbo sinensis, ploier auriu (Pluvialis apricaria), pițigoi-pungar (Remiz pendulinus), turturică (Streptopelia turtur), silvie roșcată (Sylvia cantillans), silvie de tufiș (Sylvia undata), corcodel mic (Tachybaptus ruficollis), spârcaci (Tetrax tetrax), fluierarul de zăvoi (Tringa ochropus), pupăză (Upupa epops), nagâț (Vanellus vanellus).